# Urbano Duarte de Oliveira
Urbano Duarte de Oliveira (Lençóis, 2 de janeiro de 1855 — Rio de Janeiro, 10 de fevereiro de 1902) foi um militar, jornalista, cronista, humorista e dramaturgo brasileiro, membro fundador da Academia Brasileira de Letras.

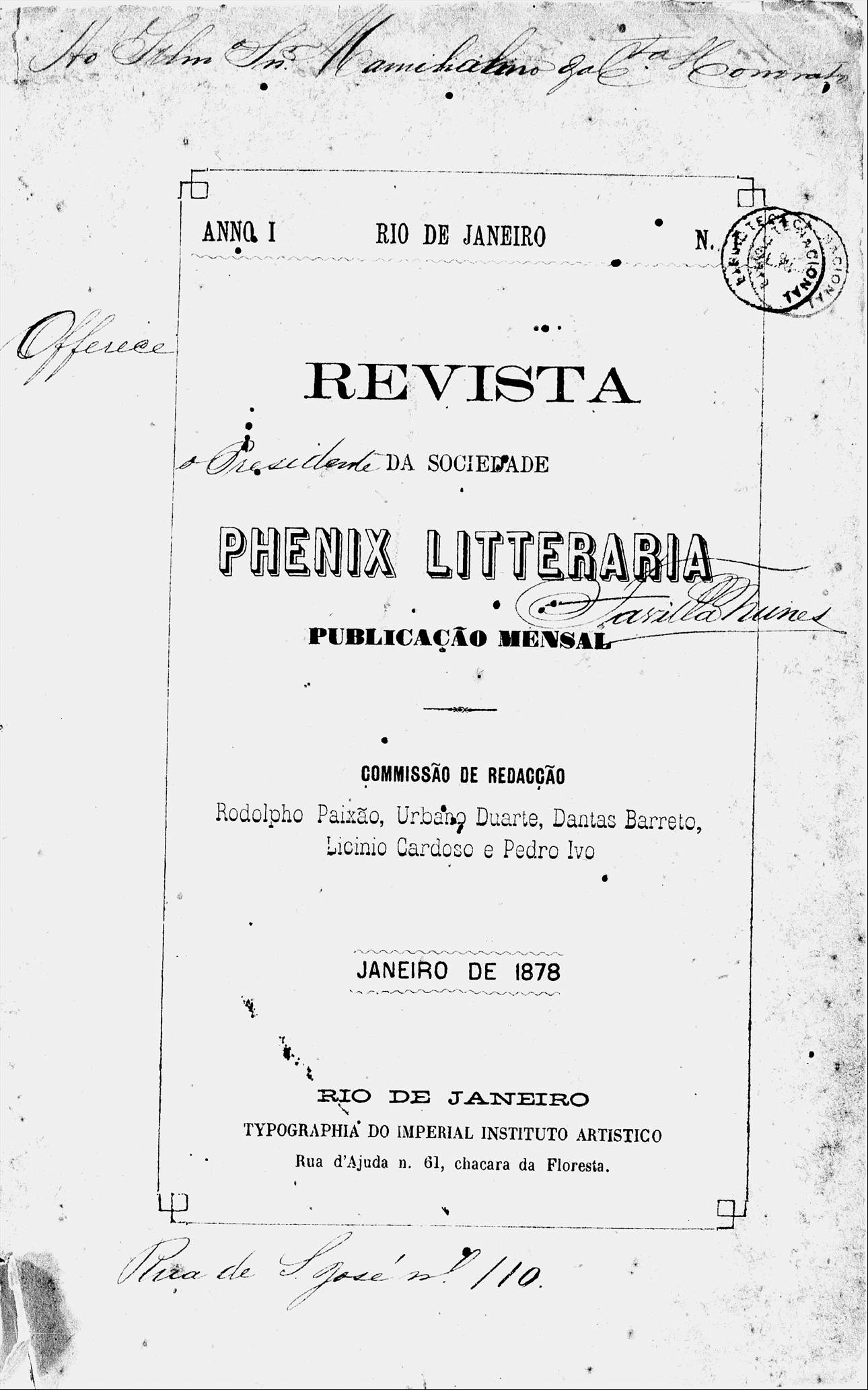
Revista da Sociedade Fênix Literária (Janeiro de 1878)

## Biografia
Como militar, assentou praça em 21 de março de 1874. Completou o curso de artilharia na Escola Militar, chegando ao posto de major em 1893. Foi preparador do gabinete de química da Escola Superior de Guerra. 
Cultivou desde cedo as letras e a vida literária, participando do grupo boêmio de Olavo Bilac. Durante mais de 20 anos colaborou em órgãos da imprensa, como a Gazeta Literária, O Paiz, Correio do Povo (com Alcindo Guanabara, Artur Azevedo e Alfredo Madureira), Gazetinha e Jornal do Commercio. 
Destacou-se como um dos maiores cronistas humorísticos na imprensa do Rio de Janeiro e também no teatro.

## Obra
- O anjo da vingança, drama, com Artur Azevedo (1882)
- A princesa Trebizon, ópera burlesca em 3 atos, tradução de parceria com Azevedo Coutinho e música de Offenbach (1883)
- O escravocrata, drama em 3 atos, com Artur Azevedo (1884)
- Os gatunos, comédia em 1 ato (1884)
- Humorismo, reunião de crônicas, com o pseudônimo J. Guerra (1895).

A maior parte de seus artigos publicados em revistas e jornais não foram reunidos em livros.

## Academia Brasileira de Letras
Convidado para a última sessão preparatória da Academia Brasileira de Letras, em 28 de janeiro de 1897, é o fundador da cadeira 12, que tem como patrono França Júnior.